# Chloephaga poliocephala

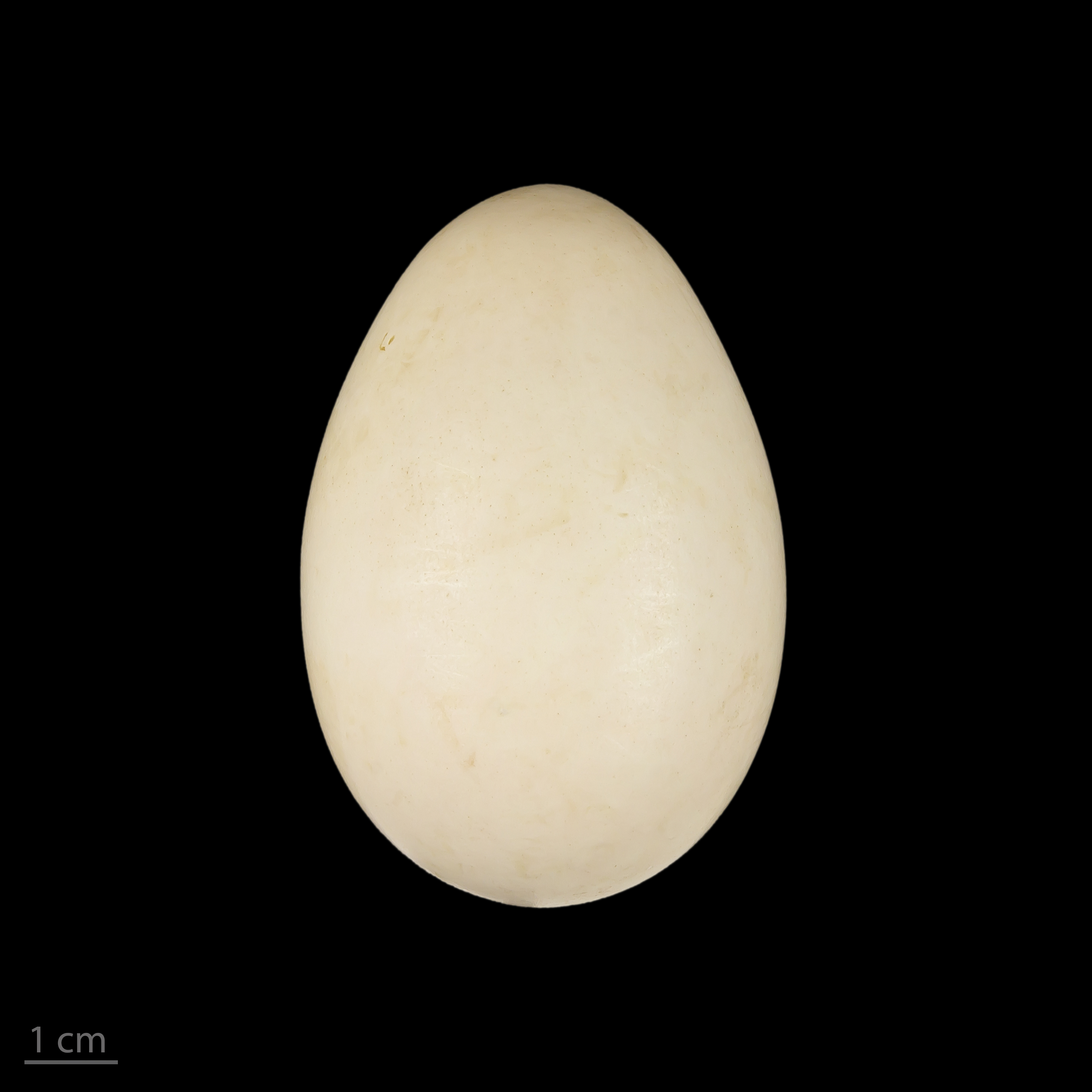
Chloephaga poliocephala

Chloephaga poliocephala là một loài chim trong họ Vịt.